# Spoorlijn Ligré-Rivière - Richelieu
De spoorlijn Ligré-Rivière - Richelieu was een Franse spoorlijn van Ligré naar Richelieu. De lijn was 15,7 km lang en heeft als lijnnummer 572 000.

## Geschiedenis
De lijn werd geopend door de Administration des chemins de fer de l'État op 7 september 1884. Tussen 1937 en 1947 was het personenvervoer opgeheven. Begin 1960 werd het definitief gestaakt. Goederenvervoer was er tot 1993, evenals toeristisch verkeer tot 2004. In 2016 is de lijn volledig opgebroken, op de bedding is een fietspad aangelegd.

## Aansluitingen
In de volgende plaats was er een aansluiting op de volgende spoorlijn:
Ligré-Rivière
RFN 571 000, spoorlijn tussen Port-Boulet en Port-de-Piles